# 韋斯特蔡斯 (佛羅里達州)
韋斯特蔡斯（英語：Westchase）是位於美國佛羅里達州希爾斯波羅縣的一個人口普查指定地區。

## 地理
韋斯特蔡斯的座標為28°03′10″N 82°36′41″W / 28.05278°N 82.61139°W，而該地最高點為海拔高度5米（即16英尺）。

## 人口
根據2010年美國人口普查的數據，韋斯特蔡斯的面積為27.80平方千米，當中陸地面積為25.60平方千米，而水域面積為2.20平方千米。當地共有人口21747人，而人口密度為每平方千米782人。